# Майкл Чертофф
Майкл Чертофф (англ. Michael Chertoff; нар. 28 листопада 1953, Елізабет, Нью-Джерсі) — американський юрист і політик-республіканець. З лютого 2005 по січень 2009 року він був Міністром внутрішньої безпеки Сполучених Штатів.

## Біографія
Батько, рабин Гершон Барух Чертофф (1915–1996), був талмудистом, лідером Конгресу B’nai Israel в Елізабет. Мати, Лівія Чертофф (до шлюбу Айзен), стюардеса авіакомпанії El Al. Дід по батькові, рабин Пол Чертофф (Павло Чортів) емігрував з царської Росії, з території сучасної Білорусі, був також, як і батько Майкла Чертоффа, відомим талмудистом.
У 1975 закінчив Гарвардський університет, у 1978 отримав ступінь доктора права. З 1978 по 1979 рік працював секретарем судді Другого апеляційного суду США Мюррея Гурфейна, у 1980 році став секретарем члена Верховного суду Вільяма Бреннана. З 1980 по 1983 рік займався приватною практикою у фірмі Latham & Watkins. З 1983 по 1987 рік обіймав посаду заступника федерального прокурора Мангеттена Рудольфа Джуліані. На цій посаді займався проблемами організованої злочинності та корупції. Керував слідством у справі «Комісії» — ради глав мафіозних сімей Нью-Йорка.
У 1987 році став заступником федерального прокурора Нью-Джерсі, а у 1990 році — федеральним прокурором цього штату. Розслідував ряд гучних справ. Хоча у 1990 році Чертофф примкнув до республіканців, він зберіг свою посаду і після обрання президентом демократа Білла Клінтона у 1993 році.
У 1994 році повернувся до приватної юридичної практики у Latham & Watkins на правах партнера. У 1995 році був спеціальним радником сенатської комісії з розслідування справи «Вайтвотер» (Whitewater), в якому було замішано подружжя Клінтонів. У 1996 році брав участь у президентській виборчій кампанії Боба Доула, а у 2000 році — у кампанії Джорджа Буша-молодшого.
З 2001 по 2003 рік Чертофф обіймав посаду заступника Міністра юстиції, керував департаментом кримінальних розслідувань. У 2003 році Чертофф отримав довічну посаду федерального судді Третього окружного апеляційного суду США у Філадельфії.
Майкл Чертофф одружений, у нього двоє дітей.